# Platydoras hancockii
Platydoras hancockii ist ein Süßwasserfisch aus der Familie der Dornwelse (Doradidae). Wie alle Dornwelse ist auch Platydoras hancockii in Südamerika heimisch, sein Verbreitungsgebiet liegt im Norden Südamerikas. 

## Merkmale
Platydoras hancockii wird bis zu 15 cm lang. Wie bei allen Platydoras-Arten ist der Kopf groß, breit und etwas abgeflacht. Das Maul ist fast endständig und wird von drei Bartelpaaren umgeben. Im Vergleich zu denen anderer Platydoras-Arten hat er die größten Augen, ihr durchschnittlicher Durchmesser liegt bei mehr als 59 % des Augenabstands. Die 24 bis 28 Knochenplatten entlang seiner Körperseiten sind höher als bei den anderen Vertreter der Gattung. Die Höhe der zehnten Knochenplatte liegt bei 12 bis 17,8 % der Standardlänge. Wie bei drei anderen Arten der Gattung verläuft auf diesen Knochenplatten ein heller Längsstreifen, der bei Platydoras hancockii hellgelb bis weißlich ist. Die auf dem Längsstreifen liegenden Zentraldornen der Knochenplatten sind meist mit einem kleinen, dunklen Punkt versehen. Dieser kontrastiert bei Jungfischen stärker mit der hellen Farbe des Längsstreifen als bei alten Tieren und fehlt völlig bei einigen Individuen aus dem Stromgebiet des Rio Negro.
- Flossenformel: Dorsale I/6, Anale 11–13.

## Verbreitung und Lebensweise
Platydoras hancockii kommt im Norden Südamerikas vor. Sein Verbreitungsgebiet umfasst die Flusssysteme des Rio Negro und des Orinoko in Nordbrasilien und Venezuela, sowie des Essequibo und des Demerara in Guyana. Er lebt dort meist unter Wurzeln oder Blättern versteckt in Flüssen, überschwemmten Flächen und Sümpfen. Die Welse sind gesellig und bilden Gruppen die mehrere hundert Exemplare umfassen können.